# Bakkhali
Bakkhali (en Bengali: বকখালি) est un village et station balnéaire de l’extrême pointe méridionale d’une des nombreuses iles du delta du Gange, dans l’état du Bengale occidental, en Inde. Son climat tropical en bord de mer, et larges plages en ont fait un centre touristique important. Administrativement il est rattaché à Namkhana.

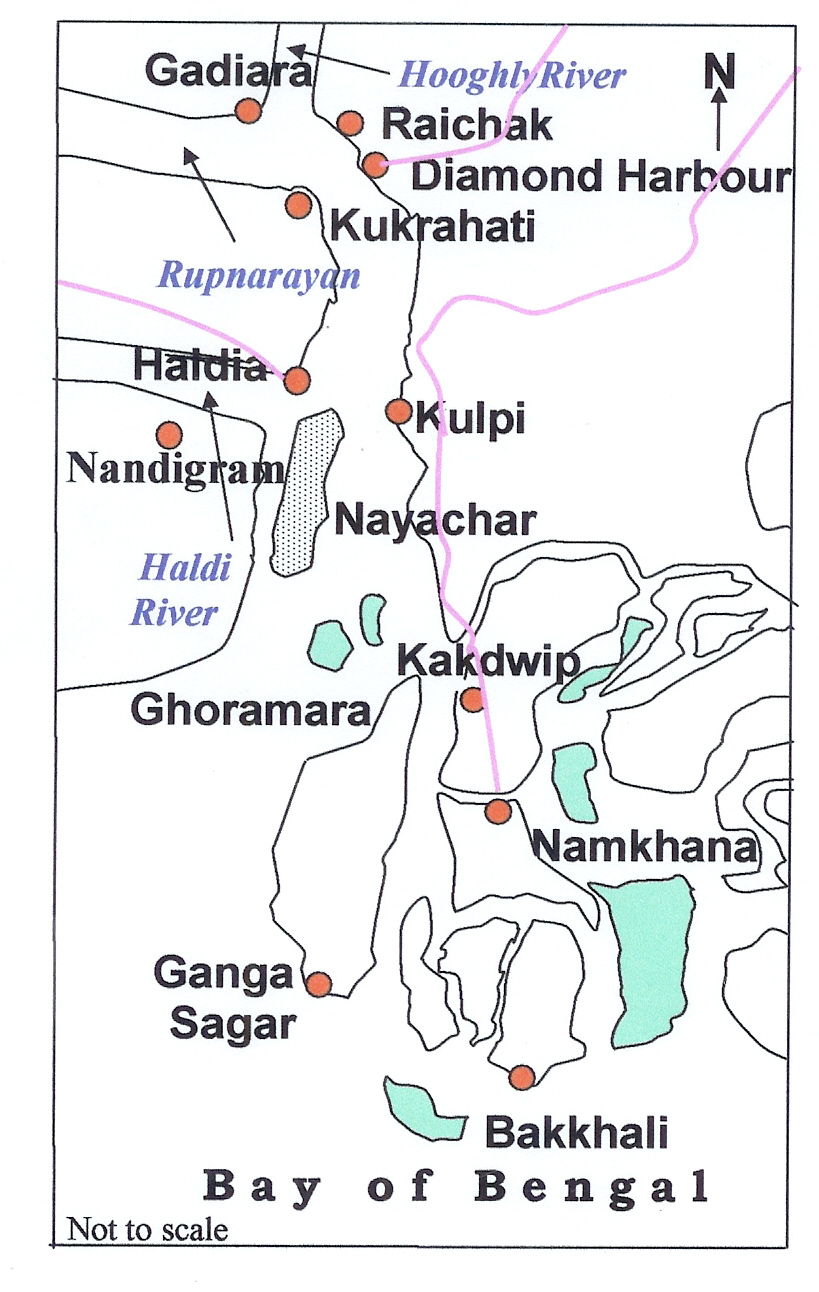
Bakkhali, à l'extrême sud du Bengale Occidental

Comme toutes les autres îles du delta gangétique le village fait partie de la zone protégée des forêts des Sunderbans, habitat naturel du tigre du Bengale. Toute la zone est traversée de nombreux canaux qui sont des défluents du Gange (Hooghly). L’île de Bakkhali se projette loin dans la baie du Bengale et sa plage, de Bakkhali à Frasergunj, a sept kilomètres de long. Bakkhali est le point d’arrivée de la Route nationale 117 de l’Inde : Howrah-Bakkhali.

## Vie économique
La population locale vit principalement de la pêche traditionnelle, le sol ne permettant aucune culture maraîchère, étant donné son haut degré de salinité. Le tourisme local et régional s’est fortement développé durant les 20 dernières années et Bakkhali est une station balnéaire très fréquentée même si pas encore de niveau international. Avec l’aide du gouvernement un grand nombre d’hôtels pour budgets moyens et familiaux y furent construits.
On attribue à Sir Andrew Fraser (1848-1919), Lieutenant-Gouverneur du Bengale de 1903 à 1908, la découverte de Bakkhali comme lieu de villégiature. Amoureux de l’endroit il se fit construire un bungalow, à distance du village. La localité qui s’est développée autour de cette maison de campagne s’appelle depuis Frasergunj. Le bâtiment est aujourd’hui en ruines et rien ne reste du passé colonial de Frasergunj.

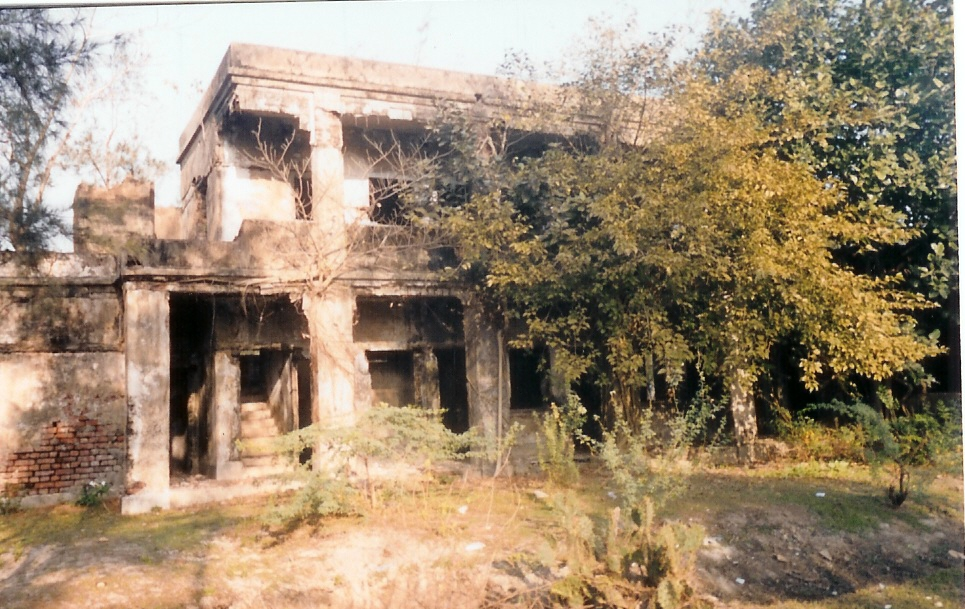
Ruines de la villa de Sir Andrew Fraser